# Fedele (nome)
Fedele  è un nome proprio di persona italiano maschile; il nome riscontra un certo uso anche al femminile.

## Varianti
- Maschili: Fidelio[3]
  - Alterati: Fedelino
- Femminili: Fedele[4], Fidelia
  - Alterati: Fedelina
  - Ipocoristici: Fede

### Varianti in altre lingue
- Basco: Pidel[5]
- Catalano: Fidel[5]
- Francese: Fidèle
- Germanico: Fidelius o Fiderius[6][7]

- Latino: Fidelis[1][2][3][4]
  - Femminili: Fidelis[4], Fidelia[3]
- Polacco: Fidelis

- Portoghese: Fidélis[8]
- Russo: Фиделий (Fidelij)
- Spagnolo: Fidel[1][3][5]
  - Femminili: Fidela[1], Fidelia[1]

## Origine e diffusione
Di significato molto trasparente, deriva dal nome latino Fidelis (da fides, "fede"), che vuol dire "fedele", "fidato", e, in ambito cristiano, "colui che ha fede in Dio".
La diffusione del nome, ad oggi in rapido calo, era stata aiutata dal culto di alcuni santi, in particolare il martire di Como, e in epoca medievale il nome era già ben attestato in Italia e Spagna (qui nella forma Fidel). La variante "Fidelio", precedentemente rara in Italia, venne popolarizzata nel 1805 dall'omonima opera di Ludwig van Beethoven.

## Onomastico
L'onomastico si può festeggiare in memoria di più santi e beati, alle date seguenti:
- 13 marzo, san Fedele, martire con i compagni Graziano, Felino e Carpoforo[10]
- 24 aprile, san Fedele da Sigmaringen, religioso cappuccino, martire a Seewis[5][9][10]
- 23 maggio, san Fedele, vescovo di Strasburgo[10]
- 9 luglio, beato Fedele Chojnacki, sacerdote e martire a Dachau[10]
- 21 agosto, san Fedele, martire a Edessa con la madre Bassa e i fratelli Teogonio e Agapio[9]
- 17 ottobre, beato Fedele Fuidio Rodríguez, religioso marianista e martire a Ciudad Real[10]
- 28 ottobre, san Fedele, martire a Como sotto Massimiano[2][9][10]
- 29 novembre, san Fedele, vescovo di Mérida[10]

## Persone

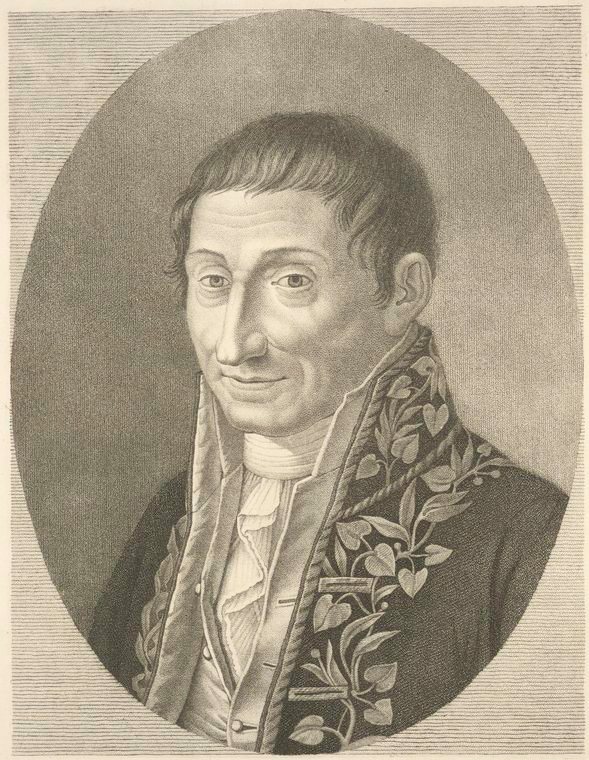
Fedele Fenaroli

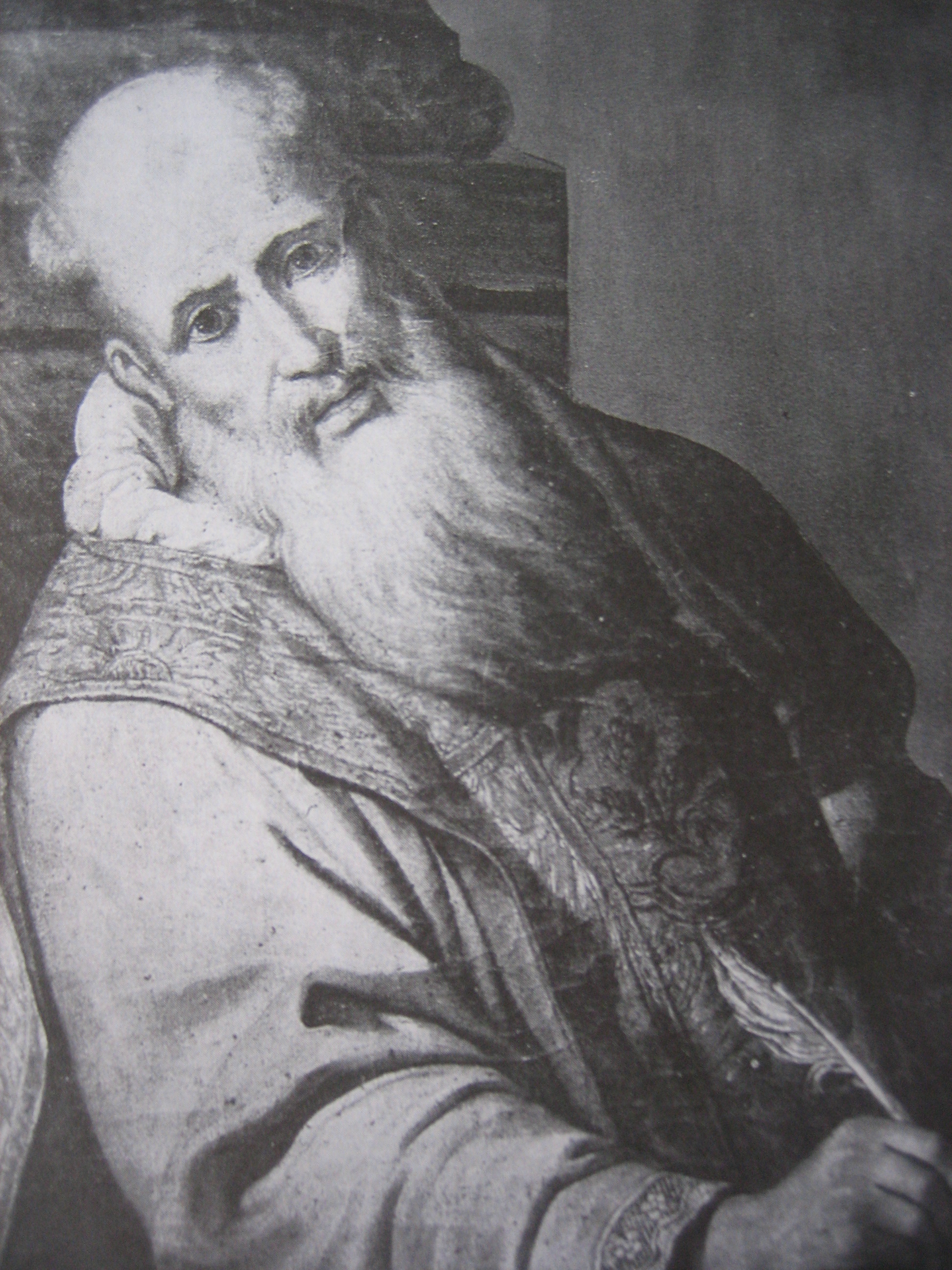
Fedele Tirrito

- Fedele Azari, pittore e pubblicitario italiano
- Fedele Boccassini, cantautore italiano
- Fedele Caggiano, scultore italiano
- Fedele Calvosa, magistrato italiano
- Fedele Cappelletti, ceramista italiano
- Fedele Confalonieri, manager italiano
- Fedele D'Amico, musicologo e critico musicale italiano
- Fedele De Francisca, carabiniere italiano
- Fedele De Siervo, politico italiano
- Fedele Fedeli, medico italiano
- Fedele Fenaroli, compositore e insegnante italiano
- Fedele Fischetti, pittore italiano
- Fedele Greco, calciatore italiano
- Fedele Lampertico, economista, scrittore e politico italiano
- Fedele La Sorsa, giornalista sportivo italiano
- Fedele Romani, scrittore, poeta e linguista italiano
- Fedele Sanciu, politico e imprenditore italiano
- Fedele Tirrito, religioso, letterato e pittore italiano
- Fedele Toscani, fotoreporter e fotografo italiano

### Variante Fidel

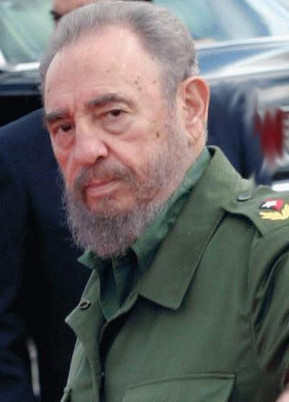
Fidel Castro

- Fidel Castro, rivoluzionario e politico cubano
- Fidel Chaves de la Torre, calciatore spagnolo
- Fidel Dávila Arrondo, militare e politico spagnolo
- Fidel LaBarba, pugile statunitense
- Fidel Martínez, calciatore ecuadoriano
- Fidel Mbanga-Bauna, giornalista e personaggio televisivo italiano
- Fidel Miño, calciatore paraguaiano
- Fidel Sánchez Hernández, politico e generale salvadoregno
- Fidel Uriarte, calciatore spagnolo
- Fidel Valdez Ramos, politico filippino

### Altre varianti
- Fidelio Finke, musicista tedesco